# Le Pertre
Le Pertre est une commune française située dans le département d'Ille-et-Vilaine en Région Bretagne, peuplée de 1 372 habitants (les Pertrais).

## Géographie

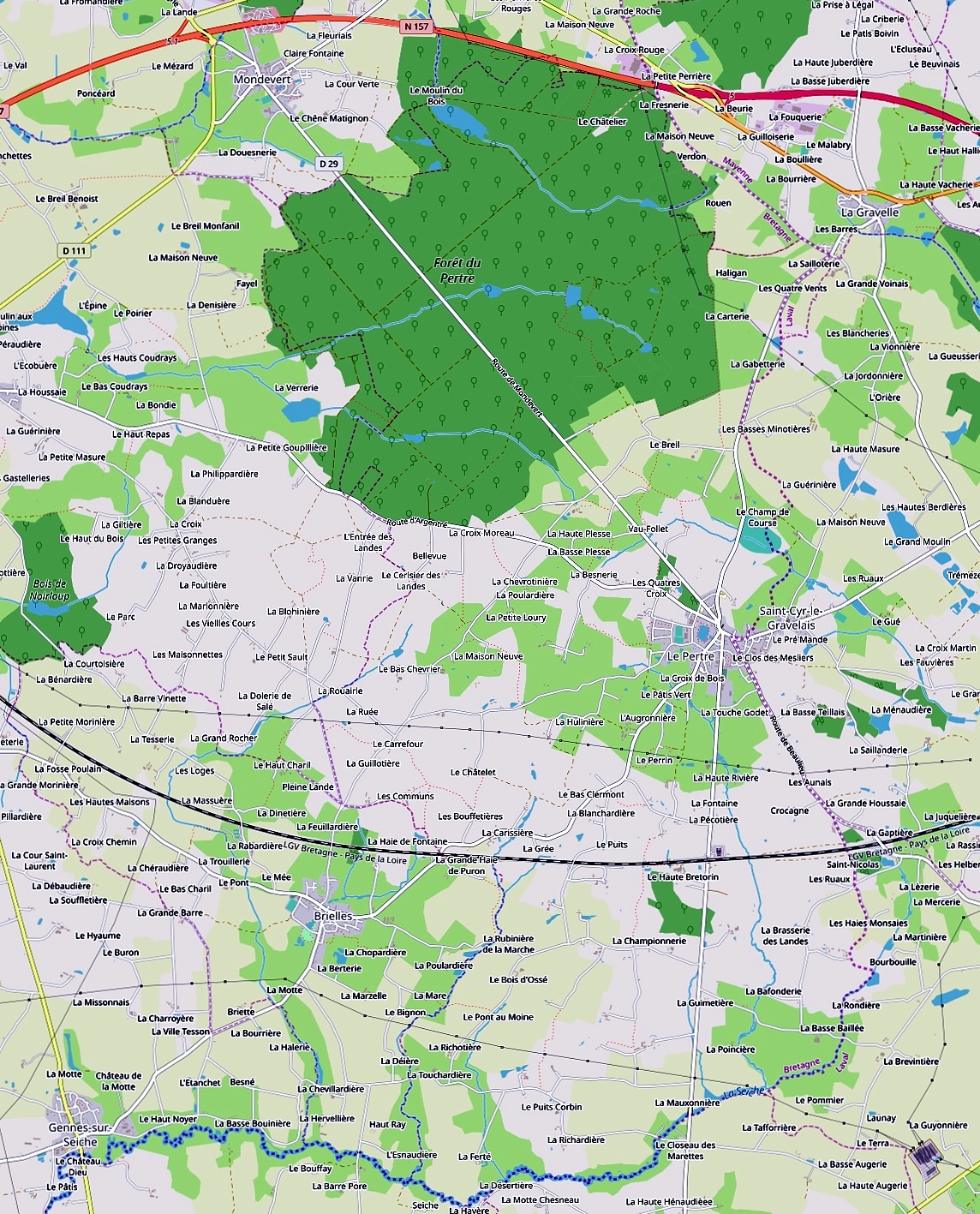
Carte de la commune du Pertre (OpenStreetMap).

Cette paroisse des marches de Bretagne est créée par essartage de la forêt-frontière, dite « Forêt du Pertre », qui séparait la Bretagne du Bas-Maine. C'est dans cette forêt qu'aimait flâner la marquise de Sévigné. C'est la commune qui est la plus orientale du département d'Ille-et-Vilaine et de la région Bretagne.

### Communes limitrophes
| Mondevert                     | Bréal-sous-Vitré | La Gravelle (Mayenne)            |
| Argentré-du-Plessis, Brielles | Pertre           | Saint-Cyr-le-Gravelais (Mayenne) |
| Cuillé (Mayenne)              | Méral (Mayenne)  | Beaulieu-sur-Oudon (Mayenne)     |

### Description
Le Pertre est limitrophe du département de la Mayenne (communes de La Gravelle, Saint-Cyr-le-Gravelais, Beaulieu-sur-Oudon, Méral et Cuillé) situé juste à l'est et au sud de la commune. Le bourg est excentré à l'est du finage communal, l'agglomération se continuant même dans le département voisin de la Mayenne (quartier de la Gasnerie, en Saint-Cyr-le-Gravelais) ; la commune se caractérise par ailleurs par un paysage de bocage avec un habitat dispersé en de nombreux écarts formés de hameaux et fermes isolées.
La Forêt du Pertre occupe toute la partie nord de la commune, ses limites débordant très légèrement seulement sur les communes voisines de Bréal-sous-Vitré, Mondevert et d'Argentré-du-Plessis.
Quelques lotissements se sont développés aux alentours du bourg, mais la commune reste par ailleurs préservée de la rurbanisation en raison de son éloignement des grands centres urbains, en dépit du dynamisme du pays vitréen auquel elle appartient. Elle ad'ailleurs connu une remarquable stagnation démographique, et même un léger déclin, tout au long du XXe siècle et des deux premières décennies du XXIe siècle, restant même presque deux fois moins peuplée qu'en 1793, date du premier recensement effectué en France.

### Relief et hydrographie
La commune forme un plateau s'élevant à 184 mètres au maximum (altitude rencontrée à plusieurs reprises le long de la route départementale no 33 à proximité des lieux-dits Les Quatre Croix, la Besnerie et la Basse Plesse), qui s'abaisse doucement vers le nord (jusque vers 120 mètres à l'ouest-nord-ouest du finage communal, à la limite de la commune d'Argentré-du-Plessis, et 130 mètres au nord, à la limite de celle de Mondevert et davantage vers le sud (l'altitude la plus basse est de 67 mètres à l'extrême sud-ouest du territoire communal, à la limite des communes de Cuillé et Brielles, à la confluence des vallées de la Seiche et de son affluent de rive droite le ruisseau de la Crossonière.
Le réseau hydrographique correspond au bassin de réception de la Seiche, affluent de la Vilaine, qui naît à l'ouest du bourg du Pertre, dans un petit étang près du lieu-dit de L'Epine Houget, à 167 m d'altitude, de même que ses premiers affluents de rive droite, le ruisseau de la Beaudonnière, le ruisseau du Pont au Moine et le ruisseau de la Crossonnière, ce dernier servant de limite communale avec la commune voisine de Brielles ; ils coulent vers le sud-ouest. Au nord du bourg le ruisseau de Housseau, dont la source se trouve près du lieu-dit la Besnerie, qui coule vers l'est, est un affluent de l'Oudon est un affluent de la Mayenne, ce qui montre que la limite communale, départementale et provinciale ne coïncide pas tout à fait avec la ligne de partage des eaux entre les bassins de la Vilaine et de la Mayenne. Plus au nord encore, dans la forêt du Pertre, deux cours d'eau, le ruisseau de Lingan (dit aussi ruisseau des Sept Fontaines)  et le ruisseau du Moulin du Bois, qui coulent vers l'ouest, se rejoignent sur le territoire de la commune d'Argentré-du-Plessis pour former l'étang du Moulin aux Moines dont l'émissaire est le ruisseau du Hill, lui-même affluent de la Valière et sous-affluent de la Vilaine ; un troisième cours d'eau, le ruisseau de Rouen (qui alimente l'étang du Moulin du Bois situé en pleine forêt), coule vers le nord-ouest et est lui aussi un sous-affluent de la Valière.
Plusieurs étangs se trouvent sur le territoire communal, notamment l'étang du Pertre (plan d'eau communal), situé à proximité immédiate du bourg, l'étang en amont de la Mauxonnière (situé sur la Seiche, à la limite sud de la commune) et ceux situés dans la forêt du Pertre, le plus important étant l'étang du Moulin du Bois.

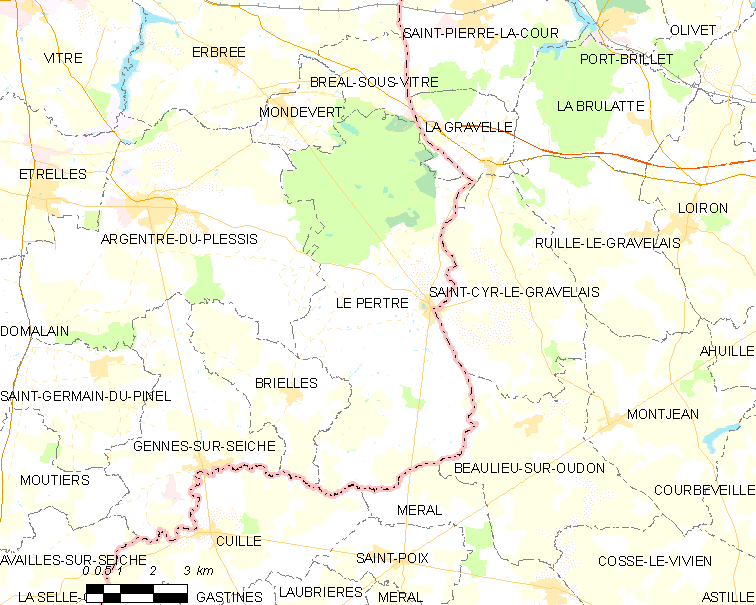
Carte de la commune du Pertre.

### Géologie
Un massif granulitique porphyroïde affleure tout autour du Pertre, exploité en carrières. Ce gisement contient par endroits de la fluorine cristallisée accompagnée de tourmaline incolore.

### Transports
Le territoire communal est traversé sans être desservi par deux axes de transport modernes : la branche vers Rennes de la LGV Bretagne-Pays de la Loire traverse sa partie sud et la voie express RN 157 écorne très légèrement son extrême nord (mais la commune n'est pas reliée directement à l'échangeur autoroutier de La Gravelle où se termine l'A81).
La commune n'est desservie que par de modestes routes départementales : la D 29, qui vient de Vitré, après avoir traversé Erbrée et Mondevert, et la D33 en provenance de Rennes depuis Châteaubourg via Argentré-du-Plessis.
Le GRP "Tour des Marches de Bretagne" traverse la partie nord de la commune, longeant notamment la partie orientale de la forêt du Pertre, son tracé reprenant alors une partie du tracé de l'ancien Chemin de Cocaigne.

### Hydrographie
Pour un article plus général, voir Réseau hydrographique d'Ille-et-Vilaine.
La commune est située dans le bassin Loire-Bretagne. Elle est drainée par la Seiche, la Crossonnière, le Geslin, le ruisseau de la Maison neuve, le Salé, le Lattay, le ruisseau de la Beaudonnière, le ruisseau de la Lézerie et le ruisseau du Pont au moine,,.
La Seiche, d'une longueur de 97 km, prend sa source dans la commune  et se jette  dans la Vilaine à Bruz, après avoir traversé 24 communes. 

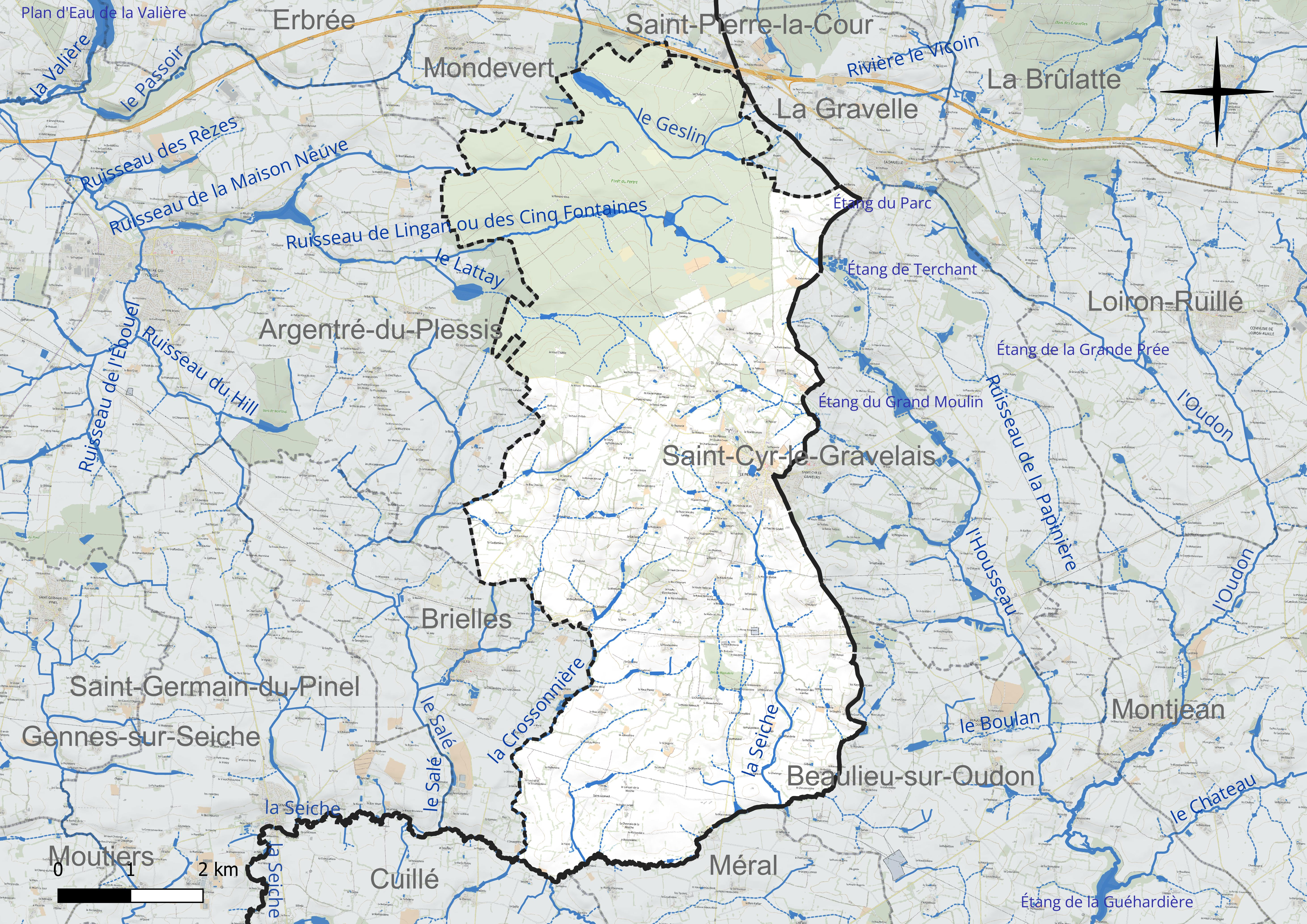
Réseau hydrographique du Pertre.

Un plan d'eau complète le réseau hydrographique : l'étang du Moulin du Bois (9,84 ha),.

### Climat
Pour des articles plus généraux, voir Climat de la Bretagne et Climat d'Ille-et-Vilaine.
En 2010, le climat de la commune est de type climat océanique altéré, selon une étude du CNRS s'appuyant sur une série de données couvrant la période 1971-2000. En 2020, Météo-France publie une typologie des climats de la France métropolitaine dans laquelle la commune est exposée à un climat océanique et est dans la région climatique  Bretagne orientale et méridionale, Pays nantais, Vendée, caractérisée par une faible pluviométrie en été et une bonne insolation. Parallèlement l'observatoire de l'environnement en Bretagne publie en 2020 un zonage climatique de la région Bretagne, s'appuyant sur des données de Météo-France de 2009. La commune est, selon ce zonage, dans la zone « Sud Est », avec des étés relativement chauds et ensoleillés.  
Pour la période 1971-2000, la température annuelle moyenne est de 11 °C, avec une amplitude thermique annuelle de 13,7 °C. Le cumul annuel moyen de précipitations est de 849 mm, avec 13,8 jours de précipitations en janvier et 7,7 jours en juillet. Pour la période 1991-2020, la température moyenne annuelle observée sur la station météorologique la plus proche, située sur la commune de Launay-Villiers à 11 km à vol d'oiseau, est de 11,6 °C et le cumul annuel moyen de précipitations est de 862,6 mm,. Pour l'avenir, les paramètres climatiques de la commune estimés pour 2050 selon différents scénarios d'émission de gaz à effet de serre sont consultables sur un site dédié publié par Météo-France en novembre 2022.

## Urbanisme

### Typologie
Au 1er janvier 2024, Le Pertre est catégorisée bourg rural, selon la nouvelle grille communale de densité à sept niveaux définie par l'Insee en 2022.
Elle est située hors unité urbaine. Par ailleurs la commune fait partie de l'aire d'attraction de Vitré, dont elle est une commune de la couronne,. Cette aire, qui regroupe 30 communes, est catégorisée dans les aires de 50 000 à moins de 200 000 habitants,.

### Occupation des sols
L'occupation des sols de la commune, telle qu'elle ressort de la base de données européenne d'occupation biophysique des sols Corine Land Cover (CLC), est marquée par l'importance des territoires agricoles (66,1 % en 2018), en diminution par rapport à 1990 (67 %). La répartition détaillée en 2018 est la suivante : 
zones agricoles hétérogènes (34,6 %), forêts (32,2 %), prairies (17,8 %), terres arables (13,7 %), zones urbanisées (1,7 %). L'évolution de l'occupation des sols de la commune et de ses infrastructures peut être observée sur les différentes représentations cartographiques du territoire : la carte de Cassini (XVIIIe siècle), la carte d'état-major (1820-1866) et les cartes ou photos aériennes de l'IGN pour la période actuelle (1950 à aujourd'hui).

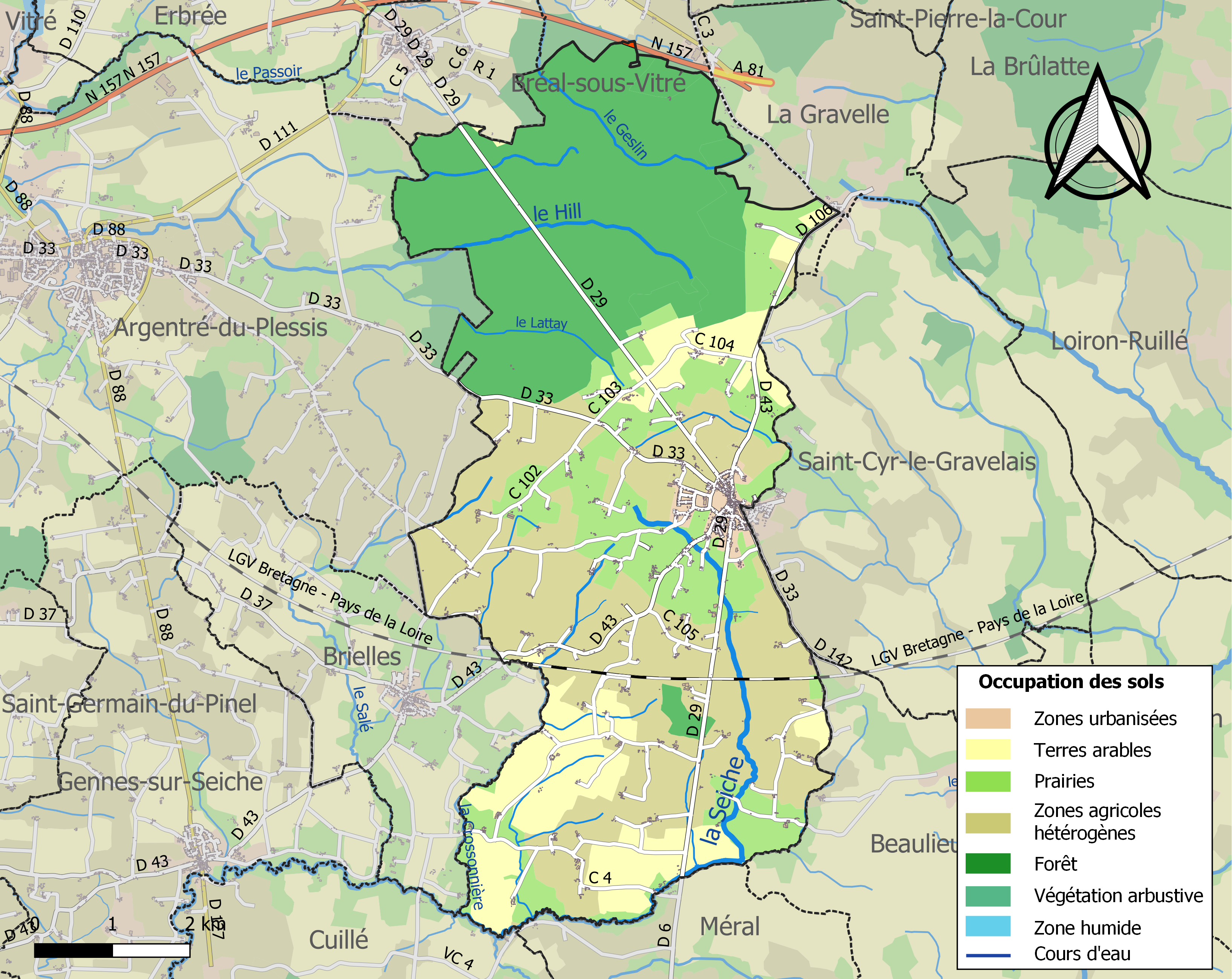
Carte des infrastructures et de l'occupation des sols de la commune en 2018 (CLC).

## Toponymie

### Attestations anciennes
Au XIe siècle, la localité est attestée sous la forme Pertum. Au siècle suivant, on trouve Pertrum. En 1516, on a reporté Ecclesia de Pertra et Ecclesia de Pertro.

### Étymologie
- Si vous ne connaissez pas le sujet, laissez ce bandeau (vous pouvez alors contacter les auteurs).
- Si vous supprimez le contenu mis en cause (vous pouvez préalablement contacter les auteurs),

argumentez précisément cette suppression dans la page de discussion
(un manque de référence n'est pas un argument ; une recherche réelle de référence doit avoir été effectuée, être formellement documentée).
Les diverses explications étymologiques relayées par certains sites internet, basées sur le nom de la pierre, *petra en latin, ne font pas sens. Elles ne sont justifiées ni par les formes anciennes, ni par la phonétique. En effet, le radical de Pertre tel qu'il apparaît dans les formes anciennes et la forme moderne est Pert- et non pas Pet-. Enfin, pierre est issu du latin peĭtra « roche, roc » (cf. occitan peira, francisé en Peyre dans les noms de famille et les toponymes). Le [t] de peĭtra a régulièrement subi la lénition de [t] en [d], (d'où pedra dans les plus anciens textes) avant de s'amuïr complètement, d'où pierre.
Albert Dauzat et Ernest Nègre n'ont pas traité ce toponyme dans leurs ouvrages respectifs consacrés à la toponymie française,, ce qui signifie sans doute qu'ils en ignorent l'origine, car ils ne disposaient pas de formes anciennes ou de formes trop récentes.
Par ailleurs, les spécialistes identifient un radical Pert- dans la toponymie, comme dans Peltre (Moselle, Perta 1192) et Perthes (Aube, Pertha 856), etc., cependant son origine et sa signification exacte sont obscurs. Dans Le Pertre, le second [r] ne semble pas étymologique et resulte sans doute d'une altération que l'on constate également, de manière définitive, dans Peltre (< *Pertre < Perta) ci-dessus et, de manière transitoire, dans le nom commun pertuis « trou, petite ouverture, étranglement d'un fleuve, etc. », attesté sous la forme pertrus au XIe siècle.
Albert Dauzat et Charles Rostaing considèrent que les Perthes, Pertain, etc. sont basés sur un nom de personne gaulois hypothétique *Pertus et ce, d'après Perta qui est une déesse gauloise des jardins clos. Par ailleurs, le gallois perth signifie « buisson, haie ».
Une forme au pluriel avec l'article défini les Pertes est attestée dans le toponyme Sainte-Honorine-des-Pertes (Calvados). Il est probable que ce radical Pert- se retrouve également dans le nom du Perche, nom de pays mentionné anciennement sous la forme Pertica qui s'analyse en Pert-ika, *ika étant un suffixe gaulois qui permet la substantification.

## Histoire

### Antiquité
La découverte faite vers 1990 près du bourg de nombreuses meules à céréales semble indiquer une occupation gauloise.

### Origines et Moyen Âge
La date de création du Pertre est inconnue. Cependant, on peut avec certitude considérer que le village a été créé avant l'an mil, la découverte au début du XXe siècle de sarcophages en calcaire coquillier attestent d'une occupation mérovingienne. Un procès entre les moines de l'abbaye Saint-Serge d'Angers et les moines de l'abbaye Saint-Jouin de Marnes en Poitou qui s'est déroulé de 1082 à 1093 sur un litige concernant la chapelle Notre-Dame de Bréal prouve aussi l'existence de Pertrum ("Le Pertre"). à ces dates. Durant ce procès, l'avocat Juhel, fils de Godefroy et avocat des moines de Saint-Jouan, indique que « le Pertre avait été dans le principe une abbaye construite par le roi Clovis en l'honneur de saint Martin de Vertou ». Saint Martin ayant vécu au VIIe siècle, le terme Clovis fait référence à Clovis II. Quoique la théorie de l'avocat n'ait pas été démontrée, il est évident que Le Pertre devait être suffisamment ancien à cette période pour qu'une telle théorie puisse être formulée.
Derrière le chanceau de l'ancienne église Saint-Martin du Pertre se trouvait une vieille chapelle dénommée "Le Chœur des Moines", qui était ce qui restait du prieuré du Pertre ; « on y voyait de grosses colonnes historiées et l'on disait qu'elle datait du Xe siècle. Toute cette antique portion de l'édifice fut détruite en 1829 » lors de l'agrandissement de l'église paroissiale.
Selon un aveu de 1475 le seigneur de Gazon (en Pocé-les-Bois), « noble escuyer Robert Busson, (...) subjet de très redoubté seigneur Guy compte de Laval, seigneur de Vitré et de Chevré » possédait un fief qui s'étendait en Brielles, Gennes et Le Pertre.
La paroisse du Pertre dépendait autrefois de la châtellenie du Désert, qui appartint aux barons de Châteaubriant, puis à ceux de Vitré à partir de 1542, et disposait du droit de haute justice. Le chef-lieu de la châtellenie du Désert se trouvait au manoir de la Rivière du Désert, en Visseiche, et s'étendait sur le territoire des paroisses d'Availles, Bais, Brielles, Chancé, Domalain, Gennes, Moulins, Moutiers, Le Pertre, Saint-Germain-du-Pinel, Vergéal et Visseiche. Par la suite la châtellenie du Pertre dépendit de celle de Vitré : elle comprenait les paroisses du Pertre et de Bréal-sous-Vitré et la trève de Mondevert et sa juridiction disposait de trois hautes justices : la seigneurie de la Marche au Pertre et les prieurés du Pertre et de Bréal. On peut encore voir en forêt du Pertre une motte entourée de douves connue sous le nom de « Motte des Châtelliers » qui était probablement le siège de cette seigneurie.
Le Pertre était, probablement depuis l'Antiquité, au carrefour de deux voies importantes, anciennes voies romaines : le "chemin des Saulniers" et le "chemin de Cocaigne" (dit aussi localement "chemin gravelais"), celui-ci orienté nord-sud, descendant du Cotentin et allant jusqu'en Gascogne.
Le chemin des saulniers (emprunté par les faux-sauniers pratiquant la contrebande du sel entre la Bretagne et le Maine, pays de gabelle), passe à la limite des communes de Veneffles (désormais annexée par la commune de Châteaugiron) et d'Ossé avec celles de Chaumeré (désormais annexée par la commune de Domagné) et Saint-Aubin-du-Pavail, puis, après avoir traversé Domagné, passe à la limite de celle de Cornillé avec celles de Torcé et Louvigné-de-Bais avant de rejoindre, via Étrelles et Argentré-du-Plessis, Le Pertre. Ce chemin des saulniers est d'origine ancienne, c'est probablement une ancienne voie romaine ; son tracé se lit encore très bien sur une carte, empruntant successivement de l'ouest vers l'est des tronçons des routes départementales D 93, D 104, D 35, à nouveau D 104 et enfin D 33.

### Époque moderne
Macé Rubin, prieur de Pont-Remy et subcuré du Pertre, fit construire au XVIe siècle une chapelle dédiée à saint Joseph près de la lande des Drubles et, par acte du 29 octobre 1538, y établit une fondation afin d'y célébrer la messe trois fois par semaine ; une chapellenie de Saint-Michel fut établie dans la chapelle. Menaçant ruine, la chapelle devenue bien national, fut vendue en 1791 (elle fut reconstruite après la guerre de 1870).
En 1574 un coup de main nocturne fut effectué par des paysans de Torcé, Argentré et Le Pertre menés par leurs seigneurs contre les protestants de Vitré. Ils participèrent aussi, avec d'autres paysans venus de 53 paroisses du pays vitréen, au siège de Vitré par les Ligueurs au printemps et à l'été 1589.
La famille d'Aubert possédait la seigneurie de Langron dans la paroisse du Pertre (elle est représentée en 1666 par Pierre d'Aubert de Launay, mais celui-ci vit ses prétentions nobiliaires contestées dans un jugement de 1669 ; son fils Charles d'Aubert, aussi seigneur de Launay, parvint à se faire maintenir dans la noblesse par un jugement de l'intendant de Bretagne en 1698).
En 1626-1627, la peste frappe Le Pertre, touchant surtout les grandes personnes : « quelques-unes furent enterrées proche le leur villages, n'y ayant personne qui voulut les apporter [à l'église paroissiale] ou mener ailleurs » écrit le curé dans le registre paroissial.
Le règlement du 22 mai 1736 évoque des toiles dénommées « peltres », tissées dans les régions du Pertre et d'Argentré. Les « peltres » ou « pertrées » étaient des toiles grossières servant essentiellement de toiles d'emballages, exportées notamment au Portugal.
Jean-Baptiste Ogée décrit ainsi Le Pertre en 1778 :

« Le Pertre , sur une hauteur : à 10 lieues ½ à l'est de Rennes, son évêché et son ressort, et à 3 lieues ½ de Vitré; sa subdélégation. On y compte 1 800 communiants. La cure est présentée par l'abbé de Saint-Jouin de Marne. Son territoire joint la province du Maine. On y trouve des coteaux fort élevés et un vallon dans lequel  sont cinq étangs sur une même direction ; ils forment la source de la rivière de Seiche. La forêt du Pertre, située en partie dans cette paroisse, appartient à M. le duc de La Trimouille. Elle contient environ trois mille arpents de terrain, planté en futaie et taillis. Au sud-est de cette forêt est une grande lande qui la joint, de sorte qu'il reste peu de terres labourables aux habitants, mais elles sont si bien cultivées qu'elles fournissent à leur subsistance. Les maisons nobles sont le prieuré du Pertre, haute, moyenne et basse justice, à M. le Prieur, titulaire ; la Marche, haute, moyenne et basse justice, à M. du Bois-Jourdan ; la Haye de Perron, moyenne justice, à M. de la Marche-Foucaut. Les Drubles, le Belau, la Grossinière, la Felotrie, le Latay, la Couture, la Lorie, la Chaussée, le Veau-Folette, la Foucherie et la Basse-Rivière sont des maisons de remarque. »

Le recteur du Pertre demeura jusqu'à la Révolution française dépendait de la présentation de l'abbé de Saint-Jouin de Marnes et il recevait du prieur du Pertre une pension congrue consistant en dîmes, car ce prieur levait en principe pour lui-même toutes les dîmes grosses et menues de la paroisse.

### Révolution française
Denis Després, recteur du Pertre depuis le 13 mai 1784 disposait d'un revenu annuel de 1 450 livres provenant de la partie des dîmes qui lui était rétrocédée par le prieur du Pertre, du presbytère et de son pourpris, contenant 5 journaux de terre, dont il lui fallait déduire ses charges, notamment l'entretien de deux vicaires. Il passa la Révolution française caché dans sa paroisse ; il fut réinstallé en 1803 et resta recteur du Pertre jusqu'en 1806.
Avant la Révolution, la contrebande « se faisait les armes à la main, et une foule d'habitants vivaient de ce commerce frauduleux ; tous les jours ils en venaient aux mains avec les commis du gouvernement ; souvent même les actions étaient très meurtrières. Une multitude d'hommes courageux se trouvèrent sans moyen d'existence , lorsque la suppression de la gabelle arriva. Ils se jetèrent aveuglément dans le parti de la Rouarie, et quand ce chef vit ses projets d'insurrection infructueux, la plupart se cachèrent dans les antres, au fond des forêts, où les jeunes gens réfractaires au recrutement des armées de l'état vinrent les rejoindre par centaines. Dès que la nuit paraissait, ils quittaient leur retraite pour se procurer des vivres. La forêt du Pertre, entre Vitré et La Gravelle, en était infestée. Ils n'attaquèrent d'abord que quelques détachemens [détachements] dont ils prirent les armes ; bientôt ils arrêtèrent les voitures publiques et, combattant toujours isolés, leurs pertes étaient très légères. On en saisit quelques-uns, qui furent châtiés avec une extrême rigueur ; mais l'exemple du supplice n'arrêta pas les progrès du brigandage, qui s'étendait de manière effrayante. On ne connaissait ni la force, ni la retraite des insurgés, ni même le nom de leurs chefs ; on ne sut d'abord comment les désigner. Les quatre frères Cottereau, contrebandiers à Saint-Ouen-des-Toits, près de Laval, étaient convenus pour cri de ralliement pendant la nuit, d'imiter le chat-huant, ou le chouant, car c'est ainsi que ce mot se prononce parmi les paysans du Maine et de la Bretagne. (...) De là ce nom de chouan (...) ».
La colonne ou canton d'Argentré, des chouans membres de la division de Vitré de l'Armée catholique et royale de Rennes et de Fougères, eut pour chef Toussaint du Breil de Pontbriand, secondé par Louis Hubert. Elle était divisée en plusieurs compagnies : compagnie d'Étrelles, compagnie d'Argentré-du-Plessis, compagnie de Saint-M'Hervé, compagnie de La Chapelle-Erbrée, compagnie du Pertre (capitaine : Jean Plâtier, dit Briseville, lieutenant : René Quinerie, sous-lieutenant : Joseph Bruno, dit La Chasse) , compagnie de Vitré.
Le 4 août 1793, le district de Vitré évalue à 600 le nombre des « brigands » rassemblés en forêt du Pertre et rapporte « qu'ils espèrent être bientôt trois mille et qu'il paraît que cette bande a des relations avec les brigands de la Vendée ». Dans la seconde quinzaine de novembre 1793, des rassemblements suspects sont signalés à Argentré, Balazé, Champeaux, Châtillon, Cornillé, Étrelles, Montautour, Le Pertre, Taillis et Vergeal. Dans un rapport daté du 9 décembre 1793, les autorités d'Ernée écrivent que des paysans d'Argentré, Le Pertre, Mondevert, Erbrée, La Chapelle-Erbrée, Bréal, Saint-M'Hervé, Montautour et Balazé avaient « porté leurs grain aux insurgés pendant leur séjour à Laval ».
La forêt du Pertre constitua un des refuges préférés des Chouans : plus de 1 200 chouans y étaient cantonnés. (Jean Chouan et ses frères par exemple, ainsi que le comte de Puisaye et d'autres comme les frères de Legge, notamment Alexandre de Legge, « un ancien officier d'infanterie (...) ; il avait un frère ecclésiastique, d'un âge avancé, proscrit comme lui : tous deux vivaient tantôt dans une cabane, tantôt dans un souterrain creusé de leurs mains » « dans lequel ils habitaient », y séjournèrent à plusieurs reprises).
« Bientôt le nombre des insurgés de la forêt du Pertre s'accrût par l'arrivée d'une foule de paysans qui voulaient se soustraire à de nouvelles persécutions. De misérables huttes furent la demeure primitive des insurgés ; les branchages en fournirent la matière; et la mousse et le gazon sont les toits furent couverts défendirent de la pluie ces peuplades nouvelles. Puisaye voulait que chaque cabane renfermât sept hommes, et que sept habitations formassent un cantonnement ». Dans le courant de l'année 1793, des ecclésiastiques victimes de la Terreur vinrent aussi chercher un asile au fond de la forêt du Pertre.
En novembre 1793, « les chouans de la forêt du Pertre redoublèrent d'audace et de fureur. Des atrocités inouïes jusqu'alors, et le massacre des habitants de Cuillé ayant répandu l'alarme dans le canton, la garde nationale de La Guerche se mit à leur poursuite et prit trois de ces bandits, qui furent condamnés à être fusillés. L'un d'eux, nommé Laguais, offrit de racheter sa vie par la découverte de la retraite de ses chefs. (...) Huit cents hommes de la garnison de Vitré pénétrèrent dans la forêt du Pertre, guidés par Laguais », mais le comte de Puisaye parvint à s'échapper. Les autorités révolutionnaires s'évertuèrent à neutraliser en y aménageant de larges brisées et en éclaircissant les taillis. Dans la campagne avoisinante, on obligea les paysans à couper les arbrisseaux des talus, qui protégeaient si bien ceux qui tendaient des embuscades. Dans l'espoir de neutraliser la rébellion, on vida les communes des alentours, obligeant leurs habitants à se réfugier à Vitré, qui fut comme leur prison. .
Le prince de Talmont, commandant en chef de la cavalerie vendéenne, y fit halte quelques jours en décembre 1793 alors qu'il était en fuite (Virée de Galerne), se dirigeant vers la Normandie. Le 28 décembre 1793 une partie du 6e bataillon républicain de la Manche et des gardes nationaux d'Ille-et-Vilaine pénétrèrent dans la forêt du Pertre où Puisaye croyait être à l'abri des troupes révolutionnaires. « La forêt du Pertre devint dès ce moment l'objet de la surveillance la plus active. Elle fut battue en tous sens par de nombreux détachements de troupes à pied et à cheval ; les retraites les plus cachées furent visitées ; mais on ne parvint pas à surprendre Puisaye dans l'endroit où il s'était réfugié ».
« Quelques malheureux habitants du Pertre et autres lieux des environs, dont la plupart étaient des officiers municipaux, que le général Moulin avait fait arrêter, autant par mesure de sûreté que pour en tirer divers renseignements dont il avait besoin, [ont] tous étés fusillés sans autre examen » le 3 décembre 1793 à Juigné-sur-Loire.
Un rapport daté du 10 floréal an II (29 avril 1794) indique que Decaen, commandant à La Gravelle, « a ramassé quelques guenilles dans la forêt du Pertre, dont les lâches [les chouans], en fuyant, se débarrassaient pour rendre leur fuite plus légère. Six individus ont été l'hécatombe qu'il a offert au génie de la Liberté. De ce nombre étaient trois hommes dont la demeure souterraine prouve la nécessité de rechercher cette espèce d'ennemis dans les entrailles de la terre. Étonnés de la sentir s'affaisser sous leurs pas, nos Républicains enfoncent leurs baïonnettes ; des cris aigus enfoncent leurs oreilles (...). Bientôt le trou se trouve à découvert et ils entendent très distinctement des voix humaines leur demander grâce ».
Dans les derniers jours de juin 1796, sortant du bourg du Pertre, des chouans de l'Armée catholique et royale de Rennes et de Fougères, dirigés par Henri du Boishamon, traversant une lande près de la forêt du Pertre, se trouvèrent nez à nez face à des "Bleus" deux fois plus nombreux ; les Chouans se réfugièrent dans la forêt, mais Henri du Boishamon fut blessé au poignet de la main droite. Cette escarmouche fut le dernier combat mené par la division de Vitré ; après avoir accepté les conditions du général Spital, qui commandait les troupes républicaines de Vitré, Henri du Boishamon se rendit à Laval le 11 messidor an IV (29 juin 1796).

### LeXIXesiècle

#### Le début duXIXesiècle
En 1814 le comte Molé, ministre de la justice, autorise la tenue d'une foire annuelle au Pertre « qui aura lieu le second vendredi du mois de mai ».
Le journal Le Courrier écrit que lors de l'insurrection légitimiste de 1832  une bande de 500 chouans était le 30 mai 1832 dans la commune du Pertre. La forêt du Pertre servait aussi de refuge aux déserteurs de la région. Le même journal annonce dans son numéro du 10 juillet 1832 l'arrestation en forêt du Pertre d'un nommé Hangret, qui « était à la tête d'une bande. Il est du village de Fayet, commune d'Argentré » et dans son numéro du 6 septembre 1833 l'arrestation de deux réfractaires, l'un originaire d'Étrelles, l'autre de Taillis, ajoutant, faisant allusion à la chouannerie de 1832 : « Tout donne lieu à penser que cette forêt recèle encore certains de ses adhérents ». En 1841 encore, le même journal Le Courrier écrit qu'un jeune homme de Vitré traversant la forêt du Pertre fut attaqué et gravement blessé par trois déserteurs ou insoumis qui se cachaient dans cette forêt.
L'église paroissiale Saint-Martin fut agrandie à partir de 1829 : « on allongea les nefs, on fit un second collatéral au nord et on éleva une tour. L'église, agrandie de la sorte, fut solennellement bénite, le 24 mai 1835 par Mgr de Lesquen. (...) ».

#### Le Pertre décrit en 1843
A. Marteville et P. Varin, continuateurs d'Ogée, décrivent ainsi Le Pertre en 1843 :

« Le Pertre (sous l'invocation de saint Martin, abbé de Vertou) : commune formée de l'ancienne paroisse de ce nom ; aujourd'hui succursale. (...) Principaux villages : Haligan, la Couture, Veau-Folet, la Foucherie, les Quatre-Croix, la Touche-Godet, la Haute et la Basse-Rivière, la Gautrie, la Marche (métairie), Gilbert, la Roche, Saint-Léonard, l'Étang (métairie), la Richotière, la Robinière-de-la-Marche, la Cerisière, la Blanchardière, les Mortiers, les Communs, les Ruées, la Faucaudière, Bas et Haut-Chevrier, le Latay. Maisons nobles : la Rainerie, Belair, la Rançonnerie. Superficie totale 4 308 hectares, dont (...) terres labourables 1 940 ha, prés et pâturages 401 ha, bois 1 230 ha, vergers et jardins 96 ha, mares et canaux 3 ha, landes et incultes 487 ha, étangs 23 ha (...). Moulins : 2 (de la Roche ou de la Marche, et aux Drubles, à vent). (...) Près du bourg du Pertre, et à 100 mètres environ au sud-ouest de l'église, est une fontaine qui forme un petit ruisseau dont les aux alimentent en hiver un vivier dit Ponceau. La queue de ce vivier se rend à l'étang de la Roche de Bretagne, ou plutôt traverse la prairie qui a remplacé cet étang, actuellement desséché. C'est donc au Pertre que la Seiche prend sa source. Ogée se trompe (...) quand il parle du peu de terres labourables que contient cette commune : il y en a en moyenne un hectare par habitant ; or la moyenne en Bretagne est nettement au-dessous, c'est-à-dire à 60 ares environ. Il y a foire les seconds vendredis de mai, juin et octobre. Marché le vendredi. Géologie : terrain granititique ; schiste au nord. On parle le français [en fait le gallo]. »

Une école existait au Pertre qui regroupait 55 élèves.
2 096 hectares de la forêt du Pertre, ainsi qu'une superficie presque équivalente de la forêt de Chevré, furent mises en vente par les "Forges de Port-Brillet" en 1856.

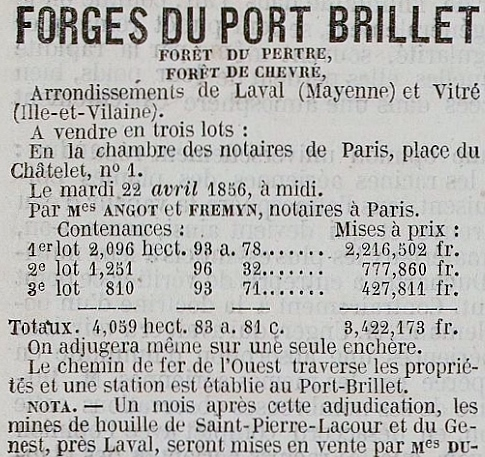
La mise en vente en mars 1856 de la forêt du Pertre et de la forêt de Chevré par les "Forges de Port-Brillet" (journal Le Pays du 12 mars 1856).

#### La fanfare Sainte-Cécile
La "fanfare Sainte-Cécile" fut fondée en novembre 1862 par un instituteur de Saint-Cyr-en-Gravelais. La "Sainte-Cécile", cette société de musique du Pertre, fut encore très active pendant l'Entre-deux-guerres, par exemple en 1921 et fêta ses 75 ans en 1937, comptant alors 30 membres actifs.

#### La fin duXIXesiècle

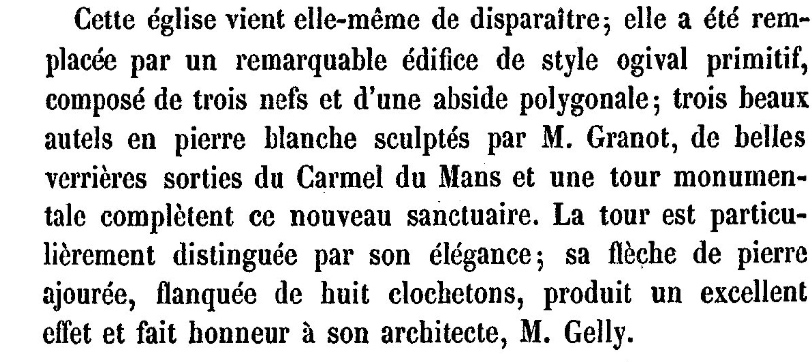
Description par Amédée Guillotin de Corson de la nouvelle église Saint-Martin du Pertre, construite entre 1863 et 1873).

L'église paroissiale Saint-Martin du Pertre, pourtant agrandie entre 1829 et 1835, fut totalement reconstruite, en style néogothique, entre 1863 et 1873.
Un bureau télégraphique municipal ouvre au Pertre en novembre 1879.
Julien-Jean Communal, hongreur au Pertre, qui avait assassiné une jeune femme dans le but de la voler, Marie Gallais, au Bas Chevrier en Le Pertre, condamné à mort par la cour d'assises d'Ille-et-Vilaine, fut guillotiné à Rennes (environ 10 000 personnes assistèrent à son exécution publique) le 20 juillet 1892.

#### Tradition
« Les paysans de la commune du Pertre se lèvent vers minuit, dans la nuit du trente avril au premier mai, pour aller répandre du sel sur les échaliers de leurs prairies afin d'empêcher les sorciers de prendre leur beurre ».

### LeXXesiècle

#### La Belle Époque

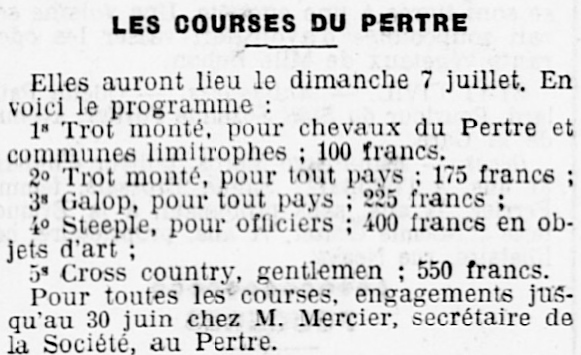
Le programme des courses hippiques du Pertre en 1912 (journal L'Ouest-Éclair du 15 juin 1912).

Le maire du Pertre, le vicomte Paul de Legge, refusa en 1904 de soutenir le "syndicat agricole du Gravelais et du Pertre", alors en cours de formation (destiné en particulier à faciliter l'approvisionnement en engrais), prétextant : « J'entends que tout converge vers moi. Je suis le plus riche de la commune et je veux qu'il n'existe ici aucune autre influence que la mienne ! » ; le maire interdit même à ses fermiers de faire partie du syndicat et multiplia les abus de pouvoir à l'encontre de ce syndicat agricole, ce qui suscita de vives protestations de la part de plusieurs paysans.
Des courses hippiques étaient déjà organisées au Pertre au début du XXe siècle, par exemple en 1911.
L'école congréganiste des Sœurs de la charité de Notre-Dame d'Évron fut fermée le 1er octobre 1912 sur décision gouvernementale.
Un éboulement survenu dans la carrière du Bignon au Pertre fit deux morts le 28 juillet 1913.

#### La Première Guerre mondiale

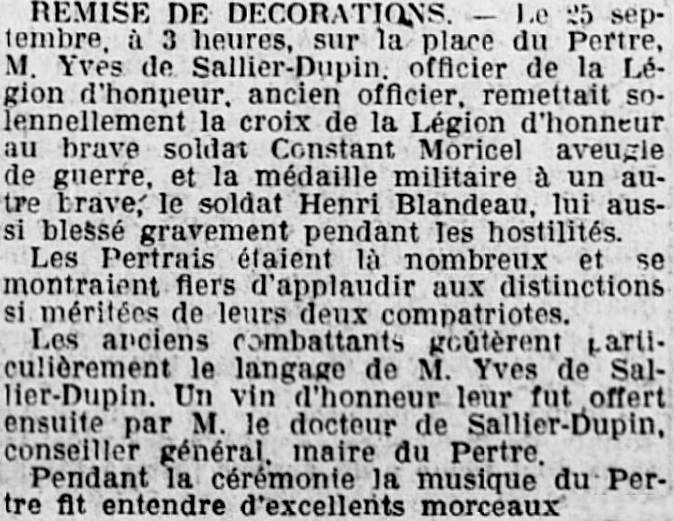
Cérémonie de remises de décorations à deux soldats du Pertre en 1921.

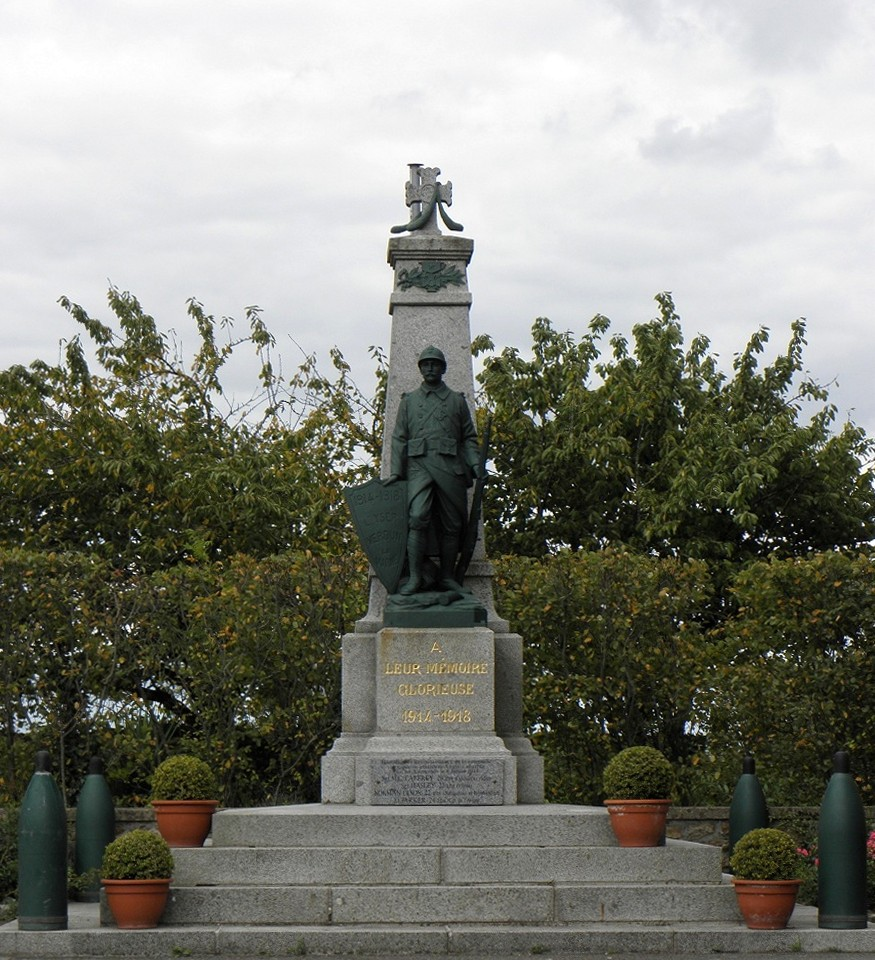
Le monument aux morts.

Le monument aux morts du Pertre porte les noms de 69 soldats morts pour la France pendant la Première Guerre mondiale : parmi eux huit sont morts en Belgique, tous dès l'année 1914 (Constant Doreau et Charles Fromentin à Rossignol dès le 22 août 1914, Émile Buffet le même jour à Virton, Charles Hocdé le 22 octobre 1914 à Bixschoote, Ferdinand Bourdin le 9 novembre 1914 à Poperinge, René Juhel le 10 novembre 1914 à Boezinge et Léon Beauducel le même jour à Pilkem (près d'Ypres), Louis Guiboux le 11 novembre 1914 à Korteker) ; 1 (Bernard Filâtre) est mort en Serbie en 1917 dans le cadre de l'expédition de Salonique ; 1 (Emmanuel Travert) est mort en captivité en Allemagne ; les autres sont décédés sur le sol français, le dernier mort étant Isidore Maudet décédé le 14 septembre 1919 à l'hôpital complémentaire de Saint-Nicolas-de-Port (Meurthe-et-Moselle), donc nettement après l'armistice.
Le monument aux morts du Pertre fut inauguré le 4 mai 1924.
Plusieurs blessés de guerre furent décorés dans les années suivant la Première Guerre mondiale, notamment Constant Moricel, blessé le 18 février 1915 à Souain par un éclat d'obus qui lui fit perdre la vue et qui fut fait officier de la Légion d'honneur le 11 février 1933 après avoir été déjà fait chevalier de la Légion d'honneur en 1921, de même qu'Henri Blondeau.

#### L'Entre-deux-guerres
En décembre 1919, le docteur Charles de Sallier Dupin est élu conseiller général du canton d'Argentré-du-Plessis avec 1 670 voix, battant le conseiller général sortant, le vicomte Paul de Legge, qui n'obtint que 254 voix (dans la commune du Pertre, Charles de Sallier Dupin obtint 284 voix et Paul de Legge 36 voix).
L'ouverture d'une école privée catholique au Pertre en 1935 alluma une guerre scolaire dans la commune, le curé exerçant de fortes pressions sur les paroissiens afin qu'ils inscrivent leurs enfants dans ladite école au détriment de l'école publique laïque qui fonctionnait jusque-là à la satisfaction des parents.

#### La Seconde Guerre mondiale
Le monument aux morts du Pertre porte les noms de 4 personnes mortes pour la France pendant la Deuxième Guerre mondiale : Charles Moreau, tué à l'ennemi le 14 mai 1940 à Bulson (Ardennes) ; Jules Lenain, décédé en captivité en Allemagne le 17 juin 1941, Marcel Poirier et Louis Dorgère.
Quatre aviateurs britanniques (Norman Dixon, Frederick Halsey, Thomas Mac Caffrey, Harry Parker [ce dernier étant néo-zélandais ]) du "88th Squadron" de la Royal Air Force ont été tués, leur avion Boston n°BZ262 RH-O s'étant écrasé au lieu-dit "La Faucaudière" le 8 juillet 1944 ; leurs tombes sont dans le carré militaire du cimetière du Pertre.

#### L'après Seconde Guerre mondiale
Georges Sorin est mort pour la France pendant la Guerre d'Algérie, tué le 6 juin 1959.

## Politique et administration
| Période                                  | Période         | Identité                   | Étiquette | Qualité |
| ---------------------------------------- | --------------- | -------------------------- | --------- | --- |
|                                          |                 |                            | -         | |
|                                          |                 | Joseph Thomas de la Plesse | -         | Avocat. Fait Chevalier de la Légion d'honneur en 1865. Fut aussi maire de Vitré. Député entre le 28 novembre 1838 au 24 février 1848. |
|                                          |                 |                            | -         | |
|                                          | 1901            | Louis de Legge de Kerléan  | -         | Vicomte. Ancien officier d'ordonnance au service du roi François II des Deux-Siciles (qu'il défendit lors du siège de Gaète en 1860 contre les Chemises rouges de Garibaldi) et ancien zouave pontifical (sous les ordres de Lamoricière, il servit le pape Pie IX). Décoré de l'Ordre du Médjidié. Conseiller général. |
| avant 1904                               | après 1907      | Paul de Legge              | -         | Vicomte. Enseigne de vaisseau. Capitaine à l'Etat-Major de la 18e division d'infanterie. Chevalier de la Légion d'honneur. |
| 25 juillet 1920                          | 27 juillet 1931 | Charles de Sallier Dupin   | -         | Médecin. Conseiller général. Démissionne en 1931 pour raisons de santé. |
| 1931                                     | 1959            | Antoine de Sallier Dupin   | -         | Fils de Charles de Sallier Dupin. Médecin. Conseiller général. |
| 1959                                     | 1978            | Geoffroy de Legge          | -         | Fils de Paul de Legge, ancien maire. Comte. Colonel de cavalerie. Chevalier de la Légion d'honneur. Croix de guerre 1939-1945. |
| 1978                                     | 1995            | Théophile Paré             | -         | |
| 1995                                     | 2017            | Dominique de Legge         | UMP-LR    | Fils de Geoffroy de Legge, ancien maire. Cadre dirigeant - sénateur d'Ille-et-Vilaine (depuis 2008) - conseiller régional (1998-2014) |
| 2017                                     | 27 mai 2020     | Joseph Maréchal            | -         | Retraité |
| 27 mai 2020                              | 29 octobre 2023 | Jean-Luc Veillé            | -         | Commerçant |
| 1er février 2024                         | En cours        | Aurélien Thébert           | -         | Technicien d'études |
| Les données manquantes sont à compléter. |                 |                            |           | |

## Démographie
L'évolution du nombre d'habitants est connue à travers les recensements de la population effectués dans la commune depuis 1793. Pour les communes de moins de 10 000 habitants, une enquête de recensement portant sur toute la population est réalisée tous les cinq ans, les populations de référence des années intermédiaires étant quant à elles estimées par interpolation ou extrapolation. Pour la commune, le premier recensement exhaustif entrant dans le cadre du nouveau dispositif a été réalisé en 2004.
En 2022, la commune comptait 1 372 habitants, en évolution de −1,58 % par rapport à 2016 (Ille-et-Vilaine : +5,46 %, France hors Mayotte : +2,11 %).
| 1793  | 1800  | 1806  | 1821  | 1831  | 1836  | 1841  | 1846  | 1851  |
| ----- | ----- | ----- | ----- | ----- | ----- | ----- | ----- | ----- |
| 2 100 | 1 821 | 1 707 | 1 963 | 1 965 | 1 972 | 1 877 | 1 909 | 1 989 |

| 1856  | 1861  | 1866  | 1872  | 1876  | 1881  | 1886  | 1891  | 1896  |
| ----- | ----- | ----- | ----- | ----- | ----- | ----- | ----- | ----- |
| 2 035 | 2 015 | 2 006 | 1 904 | 1 890 | 1 894 | 1 820 | 1 856 | 1 792 |

| 1901  | 1906  | 1911  | 1921  | 1926  | 1931  | 1936  | 1946  | 1954  |
| ----- | ----- | ----- | ----- | ----- | ----- | ----- | ----- | ----- |
| 1 775 | 1 734 | 1 739 | 1 508 | 1 511 | 1 480 | 1 557 | 1 580 | 1 518 |

| 1962  | 1968  | 1975  | 1982  | 1990  | 1999  | 2004  | 2006  | 2009  |
| ----- | ----- | ----- | ----- | ----- | ----- | ----- | ----- | ----- |
| 1 475 | 1 376 | 1 270 | 1 335 | 1 326 | 1 361 | 1 370 | 1 374 | 1 434 |

| 2014  | 2019  | 2022  | - | - | - | - | - | - |
| ----- | ----- | ----- | - | - | - | - | - | - |
| 1 408 | 1 380 | 1 372 | - | - | - | - | - | - |

| 1701--1710 | 1711--1720 | 1721--1730 | 1731--1740 | 1741--1750 | 1751--1760 | 1761--1770 | 1771--1780 | 1781--1790 | 1791--1800 |
| --- | ---------- | ---------- | ---------- | ---------- | ---------- | ---------- | ---------- | ---------- | ---------- |
| 1137 | 1169       | 1178       | 1399       | 1116       | 1121       | 1019       | 868        | 820        | 596        |
| 1801--1810 | 1811--1820 | 1821--1830 | 1831--1840 | 1841--1850 | 1851--1860 | 1861--1870 | 1871--1880 | 1881--1890 | 1891--1900 |
| 526 | 496        | 539        | 436        | 460        | 473        | 463        | 474        | 474        | 446        |
| 1901--1910 | 1911--1920 |            |            |            |            |            |            |            |            |
| 408 | 279        |            |            |            |            |            |            |            |            |
| Ces chiffres (jusqu'à 1920) sont basés sur le nombre de baptêmes et sont donc relativement fiables concernant le nombre de naissances. |            |            |            |            |            |            |            |            |            |

| 1601--1610 | 1611--1620 | 1621--1630 | 1631--1640 | 1641--1650 | 1651--1660 | 1661--1670 | 1671--1680 | 1681--1690 | 1691--1700 |
| --- | ---------- | ---------- | ---------- | ---------- | ---------- | ---------- | ---------- | ---------- | ---------- |
| 307 | 261        | 368        | 435        | 509        | 551        | 486        | 1064       | 676        | 542        |
| 1701--1710 | 1711--1720 | 1721--1730 | 1731--1740 | 1741--1750 | 1751--1760 | 1761--1770 | 1771--1780 | 1781--1790 | 1791--1800 |
| 782 | 638        | 1021       | 1086       | 1220       | 840        | 888        | 914        | 867        | ~900       |
| 1801--1810 | 1811--1820 | 1821--1830 | 1831--1840 | 1841--1850 | 1851--1860 | 1861--1870 | 1871--1880 | 1881--1890 | 1891--1900 |
| 566 | 421        | 572        | 471        | 443        | 458        | 457        | 423        | 414        | 384        |
| 1901--1910 | 1911--1920 |            |            |            |            |            |            |            |            |
| 297 | 356        |            |            |            |            |            |            |            |            |
| Ces chiffres (jusqu'à 1920) sont basés sur le nombre de sépultures et sont donc relativement fiables concernant le nombre de décès. |            |            |            |            |            |            |            |            |            |

## Lieux et monuments

### Église paroissiale Saint-Martin-de-Vertou
L'église Saint-Martin-de-Vertou se situe au centre du village. De la place de l'église, partent toutes les routes menant aux villages environnants.
La première pierre de l'actuelle église a été bénite le 8 juin 1863 par M. Vilais, curé-doyen d'Argentré-du-Plessis et chanoine de Rennes. Sa construction, à l'initiative de l'abbé Gourdier, recteur du Pertre entre 1819 et 1873, a duré une dizaine d'années et a été endeuillée par la mort de deux ouvriers.
Le clocher de l'église culminait à 83 mètres fin 1920 (en raison des réparations, en particulier après la chute du clocher de 1982, la hauteur a peut-être légèrement changé). Il est possible d'accéder à un parapet situé à 37 mètres du sol (la clef peut être empruntée au café Bambino). La légende dit que trente-neuf clochers sont visibles par beau temps du sommet de l'église, et il a été prouvé qu'effectivement trente-sept clochers étaient visibles au début du XXe siècle. Les quatre principales cloches sont nommées Marie-Henriette (2 137 kg), Louise-Prosper (1 471 kg), Joséphine-Perrine (1 038 kg) et Sophie-Amédée (245 kg).
Les dimensions de l'église sont 49 m de long, 16,5 m de large et 17 m de haut pour la nef principale.

L'église paroissiale Saint-Martin : la façade et le clocher.
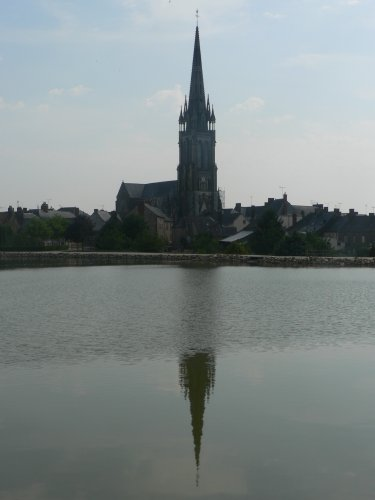
L'église paroissiale Saint-Martin : le clocher se mirant dans les eaux de l'étang du Pertre.
L'église paroissiale Saint-Martin : vue intérieure vers le chœur.
L'église paroissiale Saint-Martin : un vitrail.

### Chapelle Saint-Joseph
La chapelle Saint-Joseph est en forme de croix latine ; elle date de 1871.

### Chapelle Saint-Léonard
La chapelle Saint-Léonard, modeste bâtisse perdue dans la campagne, est surtout connue pour sa singulière légende dite des "Chaînes de Saint-Léonard" : vers la fin du XVIe siècle un charretier du Pertre, nommé Léonard, vit son attelage s'enfoncer dans un bourbier à cet endroit ; il aurait promis de se convertir s'il parvenait à sortir son attelage du bourbier, mais oublia ensuite sa promesse ; il fut étranglé peu après avec la chaîne de sa charrette ; les gens du pays élevèrent une chapelle à cet endroit et fixèrent au mur la chaîne qui l'avait étranglé. L'édifice religieux devint sous l'Ancien Régime un lieu de pèlerinage fréquenté : on y conduisait notamment les enfants qui tardaient à marcher et on leur passait la châine autour du corps afin qu'ils trouvent l'usage de leurs jambes.

### Château de Bel-Air

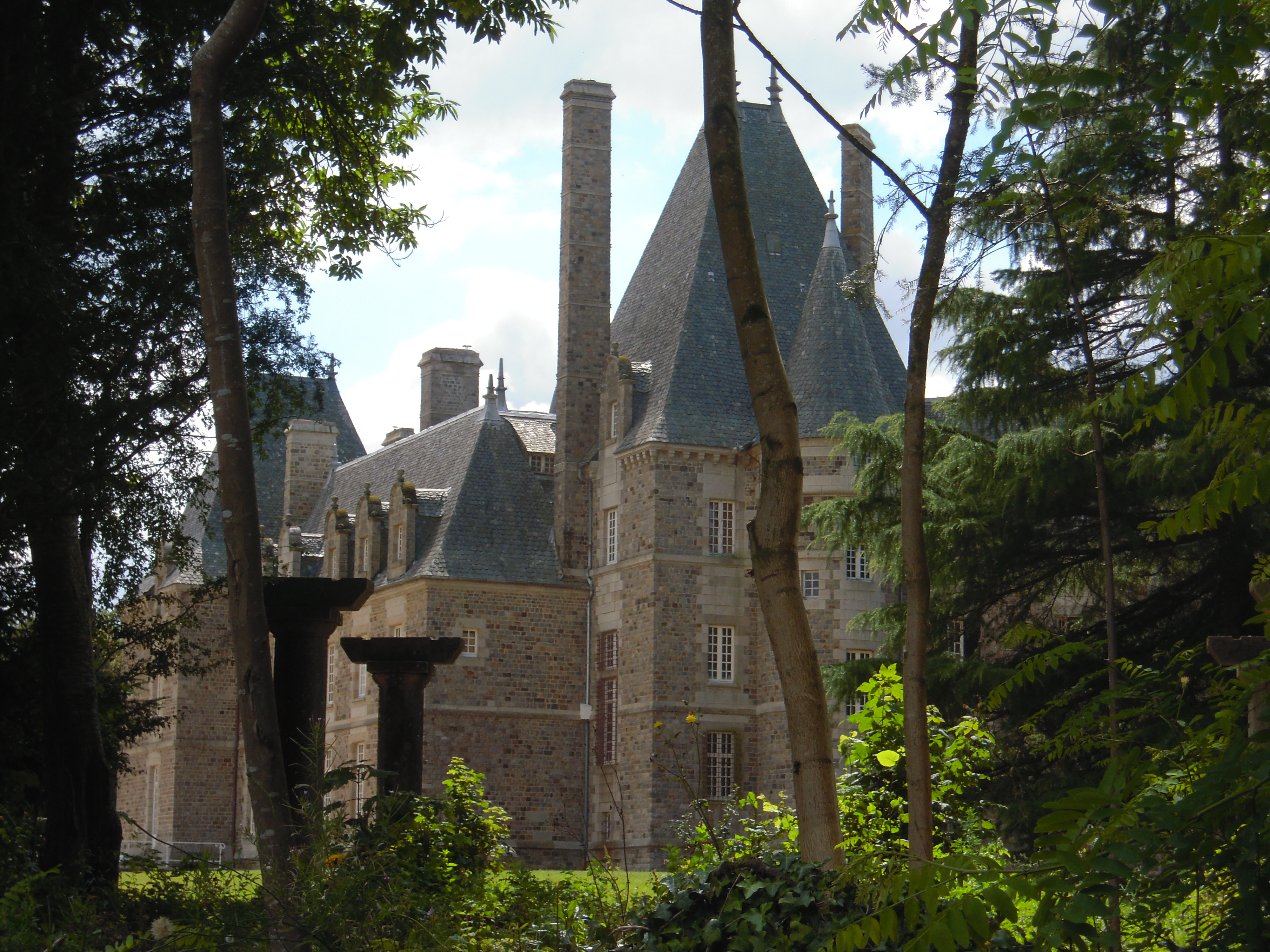
Le château de Bel-Air.

Le château de Bel-Air a été conçu à la fin du XIXe siècle par l'architecte Henri Mellet pour la famille de Legge.

### Hippodrome de la Chaussée
Cet hippodrome accueille une épreuve de championnat de France de cross-country. Trois réunions s'y déroulent chaque année entre juillet et septembre.

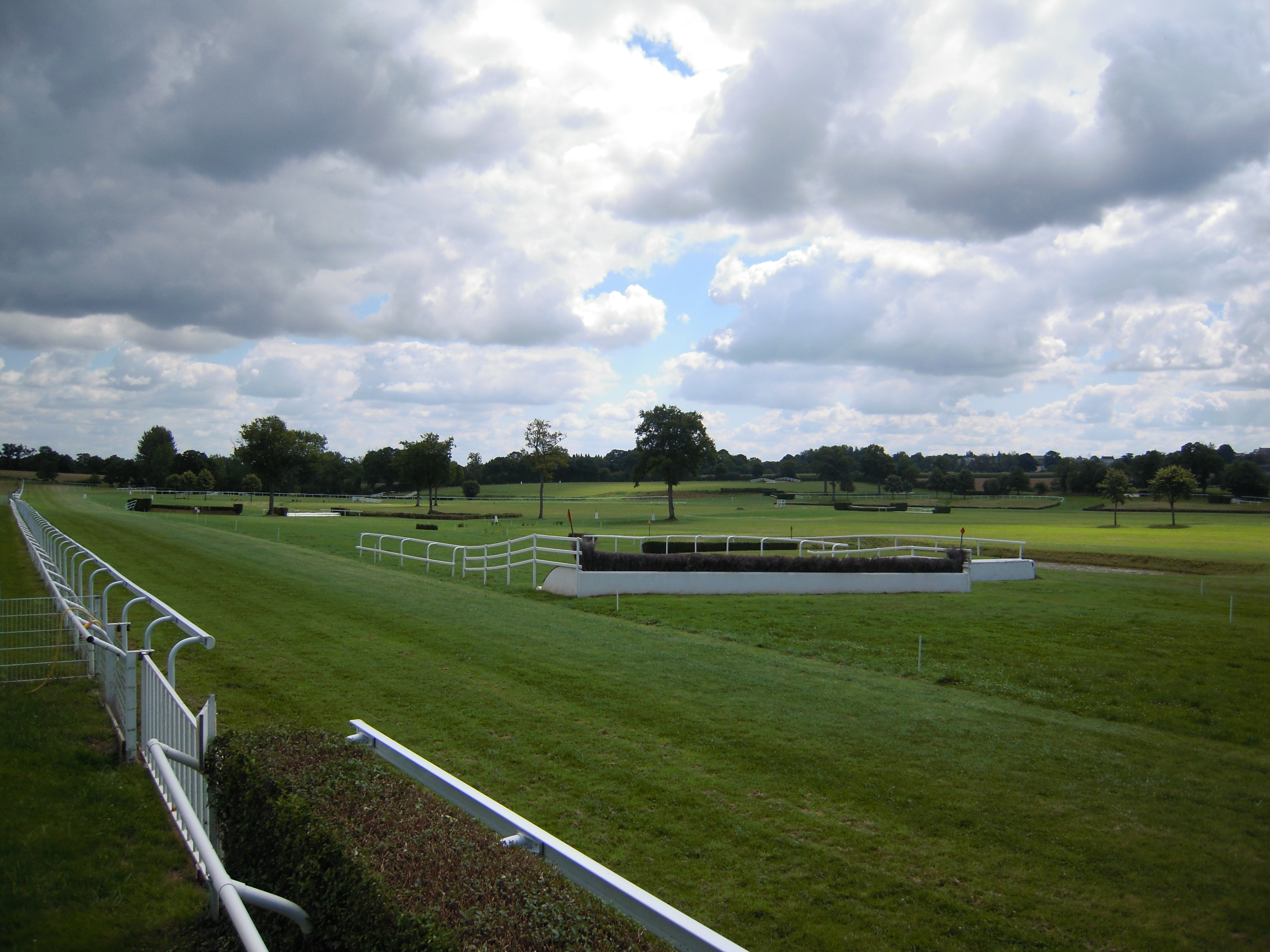
L'hippodrome du Pertre.

### Forêt du Pertre
D'une superficie de 1 513 hectares, la forêt du Pertre est une chênaie-hêtraie, classée en zone naturelle d'intérêt écologique, faunistique et floristique en 1997. Elle a certain intérêt ornithologique puisque trente-deux espèces d'oiseaux y sont recensées, dont cinq peu courantes dans la région (la Bondrée apivore, le Faucon hobereau, la Huppe fasciée, le Rougequeue à front blanc et le Pic mar). Par ailleurs, cette forêt compte deux espèces de chauves-souris.
La forêt est un site de captage d'eau potable, via des drains qui amènent l'eau jusqu'à Vitré et un périmètre de protection. La mise en place de pylônes pour la ligne haute tension Normandie-Maine à l'extrémité nord de ce site a fait l'objet de recours juridiques.

## Activité et manifestations

### Circuit des Deux Provinces
Le Circuit des Deux Provinces est une compétition cycliste organisée chaque année.
Les "Bleuets du Pertre" sont un club de football qui existait déjà pendant la Seconde Guerre mondiale. Un club de football existait déjà au Pertre en 1910.

## Transports
La commune est desservie par la ligne de bus no 5 de Vitré Communauté et son terminus.

## Infrastructures
La commune du Pertre est traversée par les infrastructures suivantes :
- La ligne THT 400 000 volts entre Domloup et La Quinte, dont un pylône a été décoré en octobre 2007, en opposition au projet de ligne THT Normandie Maine[107] ;
- La ligne THT Normandie Maine 400 000 volts, qui traverse la forêt du Pertre. Les activistes du GANVA avaient conduit une action de déboulonnage le 28 avril 2012[108] ;
- la ligne LGV Bretagne-Pays de la Loire, en chantier courant 2013, qui est le prolongement à l'ouest de la LGV Atlantique, permettant de rapprocher Rennes de Paris.